# Bannay (Cher)
Bannay és un municipi francès, situat al departament de Cher i a la regió de Centre – Vall del Loira. L'any 2007 tenia 762 habitants.

## Demografia

### Població
El 2007 la població de fet de Bannay era de 762 persones. Hi havia 343 famílies, de les quals 109 eren unipersonals (62 homes vivint sols i 47 dones vivint soles), 113 parelles sense fills, 105 parelles amb fills i 16 famílies monoparentals amb fills.
La població ha evolucionat segons el següent gràfic:
Habitants censats

### Habitatges
El 2007 hi havia 484 habitatges, 351 eren l'habitatge principal de la família, 101 eren segones residències i 31 estaven desocupats. 462 eren cases i 14 eren apartaments. Dels 351 habitatges principals, 296 estaven ocupats pels seus propietaris, 47 estaven llogats i ocupats pels llogaters i 8 estaven cedits a títol gratuït; 6 tenien una cambra, 23 en tenien dues, 72 en tenien tres, 117 en tenien quatre i 133 en tenien cinc o més. 258 habitatges disposaven pel capbaix d'una plaça de pàrquing. A 151 habitatges hi havia un automòbil i a 173 n'hi havia dos o més.

### Piràmide de població
La piràmide de població per edats i sexe el 2009 era:
| Homes | Edats   | Dones |
| ----- | ------- | ----- |
| 0     | 95 o +  | 0     |
| 0     | 90 a 94 | 8     |
| 12    | 85 a 89 | 12    |
| 12    | 80 a 84 | 4     |
| 4     | 75 a 79 | 16    |
| 20    | 70 a 74 | 32    |
| 24    | 65 a 69 | 32    |
| 20    | 60 a 64 | 20    |
| 24    | 55 a 59 | 16    |
| 24    | 50 a 54 | 40    |
| 32    | 45 a 49 | 16    |
| 20    | 40 a 44 | 40    |
| 20    | 35 a 39 | 20    |
| 28    | 30 a 34 | 24    |
| 16    | 25 a 29 | 20    |
| 4     | 20 a 24 | 16    |
| 20    | 15 a 19 | 36    |
| 16    | 10 a 14 | 24    |
| 28    | 5 a 9   | 16    |
| 4     | 0 a 4   | 24    |

## Economia
El 2007 la població en edat de treballar era de 472 persones, 346 eren actives i 126 eren inactives. De les 346 persones actives 323 estaven ocupades (164 homes i 159 dones) i 23 estaven aturades (10 homes i 13 dones). De les 126 persones inactives 68 estaven jubilades, 20 estaven estudiant i 38 estaven classificades com a «altres inactius».

### Ingressos
El 2009 a Bannay hi havia 353 unitats fiscals que integraven 804 persones, la mediana anual d'ingressos fiscals per persona era de 18.461 €.

### Activitats econòmiques
Dels 28 establiments que hi havia el 2007, 1 era d'una empresa extractiva, 2 d'empreses de fabricació d'altres productes industrials, 4 d'empreses de construcció, 5 d'empreses de comerç i reparació d'automòbils, 2 d'empreses de transport, 3 d'empreses d'hostatgeria i restauració, 1 d'una empresa financera, 2 d'empreses immobiliàries, 4 d'empreses de serveis i 4 d'empreses classificades com a «altres activitats de serveis».
Dels 7 establiments de servei als particulars que hi havia el 2009, 1 era una oficina de correu, 1 paleta, 2 guixaires pintors, 2 perruqueries i 1 restaurant.
L'any 2000 a Bannay hi havia 9 explotacions agrícoles que ocupaven un total de 510 hectàrees.

## Equipaments sanitaris i escolars
El 2009 hi havia una escola elemental.

## Poblacions més properes
El següent diagrama mostra les poblacions més properes.